# Hip Hop Is Dead
Albums de Nas
Street's Disciple
(2004) Greatest Hits
(2007)
Singles
1. Hip Hop Is Dead
Sortie : novembre 2006
2. Can't Forget About You
Sortie : 23 janvier 2007

Hip Hop Is Dead est le huitième album studio de Nas, sorti le 19 décembre 2006.
C'est le premier opus de l'artiste sorti sous le label Def Jam.

## Contexte et polémique
Nas dévoile le titre de l'album sur la radio de Tim Westwood le 18 mai 2006 : « Le hip-hop est mort parce que, nous, les artistes n'avons plus le pouvoir ». Il poursuit en disant : « Pourriez-vous imaginer ce que 50 Cent serait sans Eminem ou Dr. Dre ? ». Il décrit l'album comme un mélange de la rue, de dossiers politiques et de collaborations. Dans une interview sur MTV, il dit : « Quand je dis que le hip-hop est mort, c'est la musique qui est morte, notre manière de penser est morte, notre commerce est mort ... ».
Ce titre suscite alors beaucoup de polémiques dans le monde du hip-hop. Dans une interview à la télévision, dans l'émission 106 & Park, Nas dit qu'il a choisi le titre Hip Hop Is Dead, dans le but de susciter une réaction chez les artistes. Beaucoup de rappeurs l'attaquent, en particulier les rappeurs du Sud des États-Unis qui se sont sentis les plus concernés. Le rappeur Young Jeezy fait quelques des déclarations et remet en cause la crédibilité de Nas. Ils se sont depuis réconciliés sur le titre My President. Mais d'autres rappeurs comme DMX, KRS-One ou Ghostface Killah l'ont soutenu.

## Réception

### Critique
Hip Hop Is Dead reçoit des critiques généralement positives de la critique musicale. Le site Metacritic, qui attribue une note à partir des critiques presse, donne à l'album la moyenne de 79/100, pour 22 commentaires, ce qui indique généralement des critiques favorables. En dépit de la perception de sa qualité sonore et musicale jugées comme faibles, le Los Angeles Times, lui a donné 3 étoiles sur 4 et écrit « Nas démontre pourquoi il demeure l'un des artistes les plus vénérés du rap, comme sa défense de la culture hip-hop est un passionné et éclairé, si elle n'est pas pleinement réalisée ».
L'album a été nommé aux Grammy Awards 2008 dans la catégorie « meilleur album rap », mais c'est Kanye West qui l'a remporté avec Graduation.

### Performance commerciale
Vendu à 355 880 copies dès la première semaine, l'album rejoint les anciens albums de Nas (It Was Written et I Am...) à la première place du Billboard 200.
Les deux singles de l'album sont Hip Hop is Dead et Can't Forget About You avec la chanteuse Chrisette Michele. Le single Hip Hop Is Dead a débuté 41e au Billboard Hot 100. Le deuxième single Can't Forget About You s'est classé 48e au Hot R&B/Hip-Hop Songs.

## Liste des titres
| No  | Titre                                                                                              | Contient un (des) sample(s) de | Durée |
| --- | -------------------------------------------------------------------------------------------------- | --- | ----- |
| 1.  | Money Over Bullshit (Produit par L.E.S. et Wyldfyer)                                               | Rocket in the Pocket (Live) de Cerrone | 4:16  |
| 2.  | You Can't Kill Me (Produit par L.E.S. et Al West)                                                  | Sly d'Herbie Hancock and The Headhunters | 3:14  |
| 3.  | Carry on Tradition (Produit par Scott Storch)                                                      | | 3:49  |
| 4.  | Where Are They Now (Produit par Nas et Salaam Remi)                                                | Get Up, Get Into It, Get Involved de James Brown Where My Homiez? (Come Around My Way) d'Ill Al Skratch | 2:44  |
| 5.  | Hip Hop Is Dead (featuring will.i.am – Produit par will.i.am)                                      | In-A-Gadda-Da-Vida de l'Incredible Bongo Band Apache de l'Incredible Bongo Band The Big Beat de Billy Squier God Make Me Funky des Headhunters featuring The Pointer Sisters Catch a Groove de Juice No Vaseline d'Ice Cube The Bridge de MC Shan | 3:45  |
| 6.  | Who Killed It? (Produit par Salaam Remi et will.i.am)                                              | I Ain't No Joke d'Eric B. & Rakim | 3:10  |
| 7.  | Black Republican (featuring Jay-Z – Produit par L.E.S. et Wyldfyer)                                | Marcia Religiosa de l'Orchestre philharmonique de Prague | 3:45  |
| 8.  | Not Going Back (featuring Kelis – Produit par Stargate)                                            | Alone by Heart (1987) | 4:09  |
| 9.  | Still Dreaming (featuring Kanye West et Chrisette Michele – Produit par Kanye West)                | The Interim de Diana Ross Use Me de Bill Withers 1, 2, 1, 2 de Method Man and Redman | 3:37  |
| 10. | Hold Down the Block (Produit par Mark Batson)                                                      | | 3:58  |
| 11. | Blunt Ashes (Produit par Chris Webber)                                                             | Mercy Mercy Me (The Ecology) de Marvin Gaye | 4:03  |
| 12. | Let There Be Light (featuring Tre Williams – Produit par Kanye West, Devo Springsteen et Paul Cho) | Take the Money and Run du Steve Miller Band | 4:28  |
| 13. | Play on Playa (featuring Snoop Dogg – Produit par Scott Storch)                                    | After the Dance de Marvin Gaye | 3:33  |
| 14. | Can't Forget About You (featuring Chrisette Michele – Produit par will.i.am)                       | Unforgettable de Nat King Cole Kool Is Back de Funk, Inc. | 4:34  |
| 15. | Hustlers (featuring Game et Marsha Ambrosius – Produit par Dr. Dre)                                | | 4:06  |
| 16. | Hope (featuring Chrisette Michele – Produit par L.E.S., Nas et Alexander « Spanador » Mosely)      | Real Hip Hop de Das EFX | 3:05  |

| 17. | Shine on 'Em (Précommande iTunes Store – Produit par Salaam Remi)                  |                                                                  | 2:42 |
| 18. | The N (Don't Hate Me Now) ( Royaume-Uni et Circuit City – Produit par Salaam Remi) |                                                                  | 2:48 |
| 19. | Where Y'all At (Best Buy – Produit par Salaam Remi)                                | Rainy Day in Centerville de Minnie Riperton Made You Look de Nas | 4:09 |

## Classements

### Album
| Classement (2006)                             | Meilleurs position |
| --------------------------------------------- | ------------------ |
| Australie - ARIA Charts                       | 50                 |
| Belgique (région wallonne)                    | 76                 |
| Canada - Canadian Albums Chart                | 45                 |
| Pays-Bas - Mega Album Top 100                 | 95                 |
| France - SNEP                                 | 89                 |
| Suisse - Schweizer Hitparade                  | 22                 |
| Royaume-Uni - UK Albums Chart                 | 68                 |
| États-Unis - Billboard 200                    | 1                  |
| États-Unis - Billboard Top R&B/Hip-Hop Albums | 1                  |
| États-Unis - Billboard Top Rap Albums         | 1                  |

| Année | Titre                 | Positions dans les classements | Positions dans les classements | Positions dans les classements | Positions dans les classements |
| Année | Titre                 | Billboard Hot 100              | Hot R&B/Hip-Hop Songs          | Hot Rap Tracks                 |                                |
| 2006  | Hip Hop Is Dead       | 41                             | 48                             | 25                             |                                |
| 2007  | Black Republican      | 124                            | 102                            | -                              |                                |
| 2007  | Cant Forget About You | -                              | 46                             | -                              |                                |